# لغة الإشارة النيوزيلندية
لغة الإشارة النيوزيلندية (بالإنجليزية: New Zealand Sign Language، واختصاراً NZSL، (بالماورية: te reo Turi‏)، هي اللغة الرئيسية لمجتمع الصم في نيوزيلندا. أصبحت لغة رسمية لنيوزيلندا في أبريل 2006 بموجب قانون لغة الإشارة النيوزيلندية لعام 2006. كان الغرض من هذا القانون إنشاء الحقوق والالتزامات في استخدام لغة الإشارة في جميع أنحاء النظام القانوني؛ ولضمان تمتع مجتمع الصم بنفس درجة الوصول إلى المعلومات والخدمات الحكومية مثل أي شخص طبيعي آخر. وفقاً لتعداد عام 2013، يعرف أكثر من 20000 مواطن نيوزيلندي باستخدامه للغة الإشارة النيوزيلندية.
تعود جذور لغة الإشارة النيوزيلندية إلى لغة الإشارة البريطانية، ويمكن اعتبارها من الناحية الفنية لهجة من لغة الإشارة البريطانية والأسترالية والنيوزيلندية. توجد 62.5% أوجه تشابه في لغة الإشارة البريطانية ولغة الإشارةا لنيوزيلندية، مقارنة بـ 33% من علامات لغةا لإشارة النيوزيلندية الموجودة في لغة الإشارة الأمريكية.
مثل لغات الإشارة الطبيعية الأخرى، تم تصميمه من قبل الأشخاص الصم ومن أجلهم، دون أي ارتباط لغوي بلغة منطوقة أو مكتوبة.
تستخدم لغة الإشارة النيوزيلندية نفس الأبجدية اليدوية باستخدام اليدين مثل لغة الإشارة البريطانية و لغة الإشارة الأسترالية.

## المتغيرات
تطورت الاختلافات في المعجم في لغة الإشارة النيوزيلندية إلى حد كبير من خلال المجتمعات الطلابية المحيطة بخمس مدارس للصم في نيوزيلندا:
- مركز فان آش التعليمي للصم (مدرسة سومنر للصم سابقاً) ، تم افتتاحه عام 1880 (كرايستشيرش).
- مدرسة سانت دومينيك للصم، افتتحت عام 1944 في ويلينجتون، وانتقلت إلى فيليندينج في عام 1953.
- مدرسة الانتباه للصم، افتتحت عام 1942 وأغلقت في نهاية عام 1959 (عندما فتحت الفصول الدراسية في كليستون، أصبحت منزلاً داخلياً).
- افتتحت مدرسة مدرسة جبل ويلينغتون للصم (بسبب فائض في عدد الطلاب في مدرسة الانتباه) عام 1952 وأغلقت في نهاية عام 1959 - عندما افتتحت الفصول في كليستون، أصبحت منزلاً داخلياً.
- مدرسة كليستون للصم، افتتحت عام 1958 (أوكلاند) وأعيدت تسمية مدرسة كليستون للأطفال الصم في عام 1991 إلى مركز كليستون للصم التعليمي.